# Droga wojewódzka 651
Die Droga wojewódzka 651 (DW 651) ist eine polnische Woiwodschafts-Straße, die vom Nordosten der Woiwodschaft Ermland-Masuren zum Norden der Woiwodschaft Podlachien verläuft. Sie zieht sich auf einer Länge von 81 Kilometern  von Westen nach Osten und durchquert drei Kreisgebiete: den Powiat Gołdapski (Goldap), den Powiat Suwalski (Suwalken, 1941–1944 Sudauen) und den Powiat Sejneński. Außerdem stellt die DW 651 eine Verbindung her zwischen den Landesstraßen DK 8, DK 16 und DK 65 sowie den Woiwodschaftsstraßen DW 650, DW 653 und DW 655.

## Straßenverlauf der DW 651
Woiwodschaft Ermland-Masuren:
Powiat Gołdapski (Kreis Goldap):

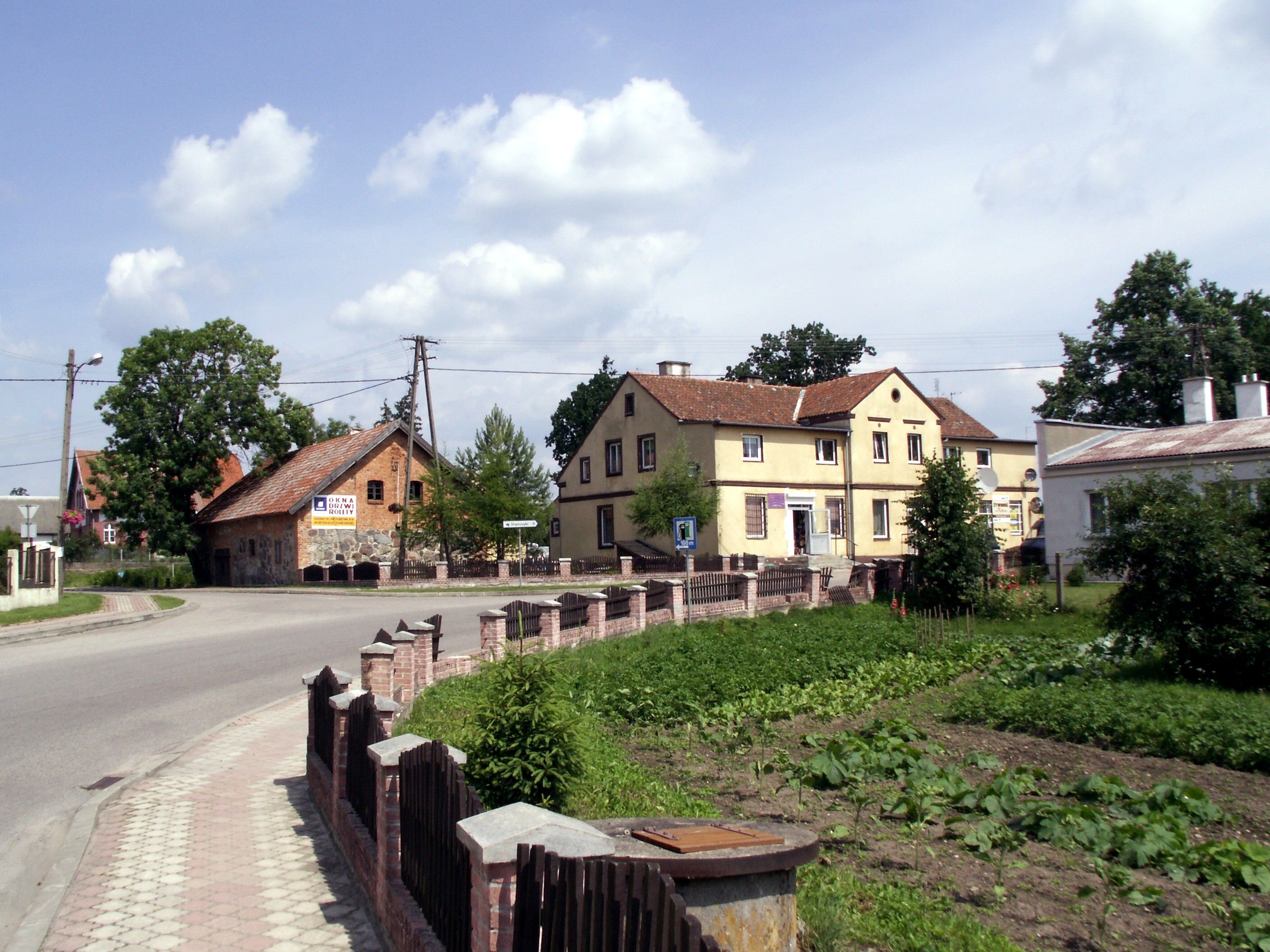
Ortsdurchfahrt Dubeninki (Dubeningken)

- Gołdap (Goldap) (Anschluss: → : Gussew (Gumbinnen)/Russland ↔ Olecko (Treuburg) – Grajewo – Bobrowniki/Belarus, und →  → Banie Mazurskie (Benkheim) – Węgorzewo (Angerburg) – Barciany (Barten))
- Jurkiszki (Jörkischken, 1938–1945 Jarkental)
- Galwiecie (Gehlweiden)
- Rakówek (Rakowken, 1938–1945 Stoltznersdorf)
- Pluszkiejmy (Plautzkehmen, 1938–1945 Engern)
- Rogajny (Rogainen)
- Zawiszyn (Katharinenhof)
- Dubeninki (Dubeningken, 1938–1945 Dubeningen)
- Kiepojcie (Eszergallen/Eschergallen, 1938–1945 Äschenbruch)
- Linowo (Linnawen, 1938–1945 Linnau (Ostpr.))
- Błąkały (Blindgallen, 1938–1945 Schneegrund)
- Żytkiejmy (Szittkehmen, 1936–1938 Schittkehmen, 1938–1945 Wehrkirchen)

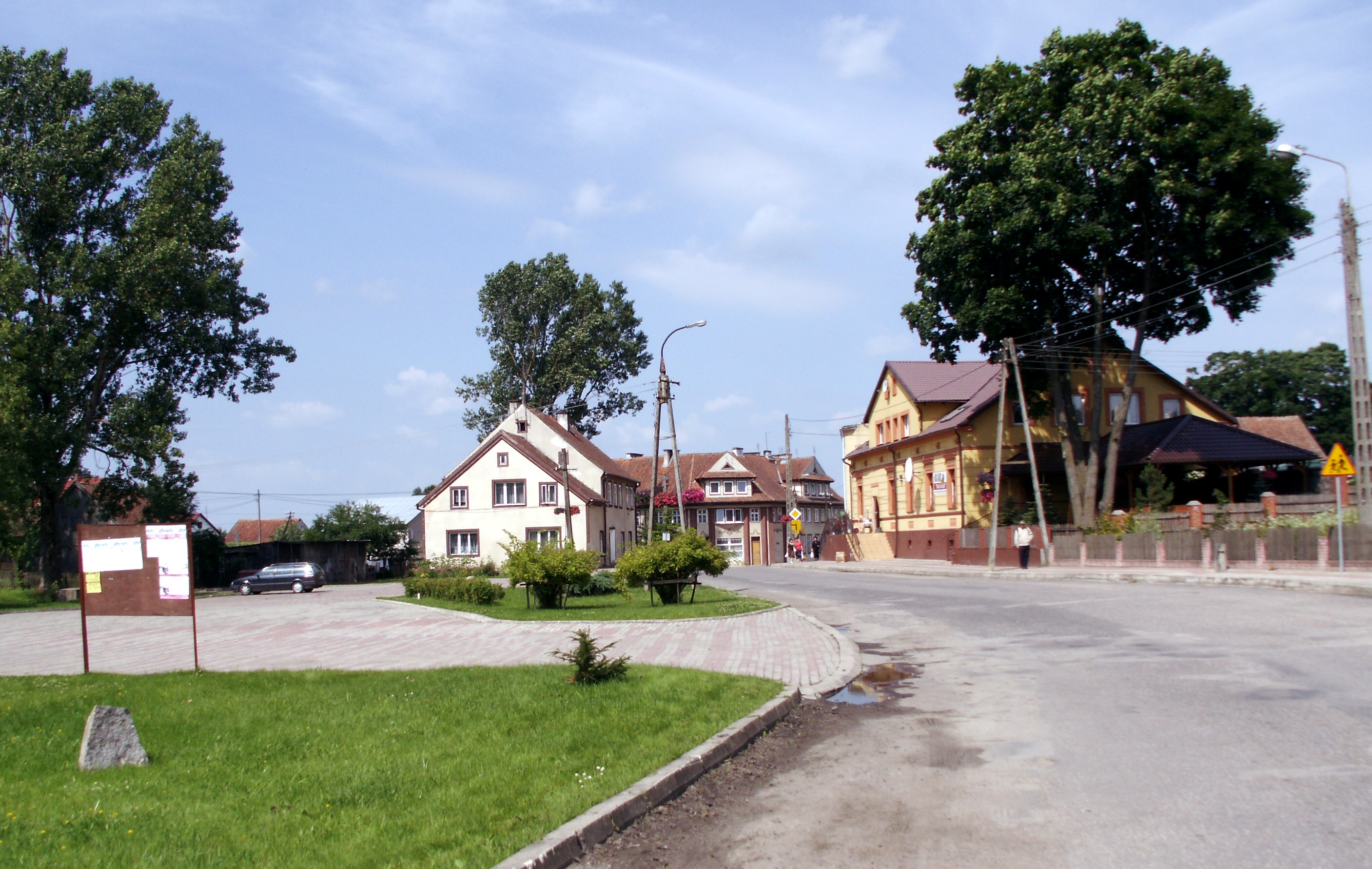
Ortsdurchfahrt Żytkiejmy (Szittkehmen/Wehrkirchen)

- Lenkupie (Lengkupchen, 1938–1945 Lengenfließ)

Woiwodschaft Podlachien:
Powiat Suwalski (Kreis Suwalken, 1941–1944 Sudauen):
- Wiżajny
- Rutka-Tartak (Anschluss: →  → Suwałki (Suwalken, 1941–1944 Sudauen) – Olecko (Treuburg) – Kąp (Kampen) (–Giżycko (Lötzen)))
- Becejły
- Szypliszki (Anschluss: → : Kudowa-Zdrój (Bad Kudowa)/Tschechien – Wrocław (Breslau) – Warszawa (Warschau) – Białystok – Suwałki ↔ Budzisko – Marijampolė/Litauen)

Powiat Sejneński:
- Smolany

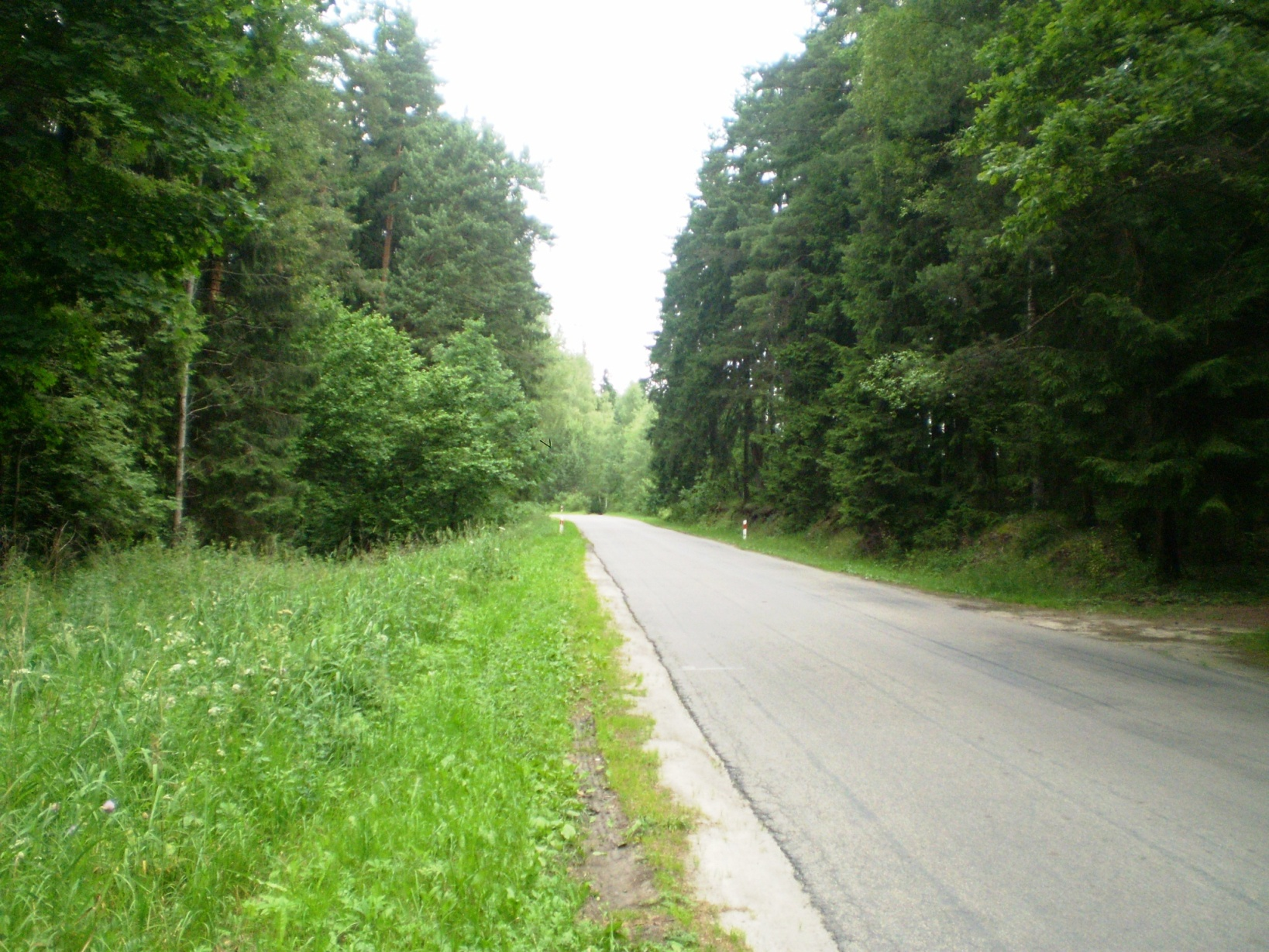
Die DW 651 bei Szypliszki

- Sejny (Anschluss: → : Alytus/Litauen ↔ Augustów – Ełk (Lyck) – Olsztyn (Allenstein) – Grudziądz (Graudenz) – Dolna Grupa (Niedergruppe), und →  → Ploćkuny ↔ Suwałki – Bakałarzewo – Szczecinki – (Szczecinken, 1938–1945 Eichhorn) –  Sedranki (Sedranken) (–Olecko (Treuburg)))